# Буряк Володимир Вікторович
Володи́мир Ві́кторович Буря́к (нар. 20 липня 1965, смт Курилівка, Дніпропетровська область) — міський голова Запоріжжя з 25 листопада 2015 року по 29 вересня 2021 року, колишній головний інженер комбінату «Запоріжсталь».

## Біографія
Народився 20 липня 1965 року в селищі Курилівка Дніпропетровської області.

### Освіта
Закінчив Дніпродзержинський індустріальний інститут за спеціальністю «Обробка металів тиском».

### Трудова діяльність
У 1987 році розпочав кар'єру на металургійному комбінаті «Запоріжсталь» з посади майстра зміни цеху гарячого прокату тонкого листа. Згодом став начальником дільниці, пізніше — інженером планово-розподільчого бюро.
З 1992 року до 1999 року — перший заступник начальника цеху гарячого прокату тонкого листа.
З 1999 року — начальник виробничого відділу комбінату. На цій посаді керував роботу усіх цехів підприємства.
З 2005 року до 2012 року — директор з виробництва комбінату «Запоріжсталь».
З 2012 року — директор з інжинірингу (головний інженер) комбінату.
24 листопада 2015 року звільнений з посади головного інженера за власним бажанням у зв'язку з обранням на посаду міського голови Запоріжжя.
Кандидат у народні депутати від партії «Опозиційний блок» на парламентських виборах 2019 року, № 8 у списку. Безпартійний.

## Міський голова
27 вересня 2015 року зареєстрований кандидатом на посаду міського голови Запоріжжя як самовисуванець. Здобув перемогу у першому і другому турах місцевих виборів.
25 листопада 2015 року склав присягу міського голови і приступив до виконання своїх обов'язків. Серед першочергових кроків на новій посаді Володимир Буряк назвав:
- аудит господарської діяльності комунальних підприємств міста із залученням компаній зі світовим ім'ям;
- підготовка до зими;
- вирішення проблем житлово-комунального господарства і реформування міського КП «Основаніє»;
- благоустрій паркових зон[8][9][10].

25 жовтня 2020 року переобраний міським головою Запоріжжя у першому турі. Він отримав 59,9 % (101 765 голосів).
29 вересня 2021 року звільнений з посади міського голови.
29 вересня 2021 року покинув посаду міського голови за станом здоров'я. Перед цим протягом 2021 року тривало протистояння між п'ятьма фракціями Запорізької міськради, які блокували роботу сесій і міським головою. У серпні 2021 року пройшли обшуки в кабінетах міського голови, його автомобілі, квартирі, будинку, у його родичів і близьких.

## Нагороди
- Почесна грамота Кабінету Міністрів України (2008)
- Знак «За натхненну працю» III ступеня (2010)
- Грамота Мінпромполітики України (2013)

## Особисте життя
Одружений, має дочку та онуку.